# CUBE JUICE
CUBE JUICE（キューブ・ジュース）は、シンガーソングライター長尾 伸一（ながお しんいち、1975年1月22日 - ）のソロユニットで2002年にビクターエンタテインメントよりメジャー・デビュー。熊の「BAN BAN」がマスコット。星野英彦ソロプロジェクト・dropzにもメンバーとして参加。

## ディスコグラフィー

### アルバム
- In The Eye Of A Wili-Wili（2003年4月23日）
- III（2003年11月21日）
- Vague Answers（2007年1月24日）

### シングル
- SUN SUNSHINE（2001年1月24日）
- Head Long（2002年4月24日）
- Explosion（2002年7月24日）

### その他
- 櫻井敦司『愛の惑星』（2004年6月23日）
  - 8.Fantasy （作曲・編曲）
- 櫻井敦司『胎児／SMELL』（2004年7月21日）
  - 3.Fantasy (cubic orange mix)
- 櫻井敦司『惑星-Rebirth-』（2005年2月23日）
  - 2.転生 （作曲・編曲）
- GARI『al・tru・is・tick』（2005年11月23日）
  - 6.After Glow-Remixed by CUBE JUICE-
- ORANGE RANGE『Squeezed』（2006年4月12日）
  - 3.キリキリマイ cherry blossom front mix
- endive『Swirl of lights』（2006年9月27日）
  - 5.Shared the light feat.CUBE JUICE
- 倖田來未『夢のうた/ふたりで…』（2006年10月18日）
  - 4.ふたりで…～WHOOSH MIX～（初回盤ボーナストラック）
- 高杉さと美『Prism』（2009年3月25日）
  - 1.Intro～Calm Inflection～ （作曲・編曲）
  - 8.X day （作曲・編曲）
  - 12.Outro～World of Prisms～ （作曲・編曲）
  - 13.旅人-Travel Light Mix- （編曲）
- 遊助『ライオン』（2010年3月10日）
  - 1.ライオン（編曲）
- V6『READY?』（2010年3月31日）
  - 9.RADIO MAGIC（作曲）
- 安蘭けい『arche』（2010年6月2日）
  - 8.World Is Beautiful（作詞・作曲）
- 新垣結衣『虹』（2010年9月22日）
  - 2.ふわり（作曲）
- V6『only dreaming/Catch』初回限定MUSIC盤（2010年9月1日）
  - DISC-2 3.小さな恋のおはなし（作曲・編曲）
- BUCK-TICK『RAZZLE DAZZLE』（2010年10月13日）
  - 4.独壇場 Beauty -R.I.P.- （編曲）
  - 6.妖月 -ようげつの宴-（編曲）
  - 11.くちづけ -SERIAL THRILL KISSER- （編曲）
- SEAMO『messenger』（2011年4月27日）
  - 9.その手は何のためにある？（作曲）